# Uperzina A
L'uperzina A è un composto alcaloide sesquiterpene naturale trovato nella pianta Huperzia serrata (Lycopodiaceae).

## Meccanismo d'azione
L'uperzina A è un inibitore dell'acetilcolinesterasi, che ha un meccanismo d'azione simile al donepezil, rivastigmina e galantamina. Un pro-farmaco sotto forma di uperzina A (ZT-1) è in fase di sviluppo per il trattamento per la malattia di Alzheimer.

## Utilizzi
Negli Stati Uniti, l'uperzina A è venduto come integratore alimentare per il supporto dei deficit mnemonici. La pianta è stata usata in Cina da secoli per il trattamento di vari disturbi. Gli studi clinici in Cina mostrerebbero che essa è efficace nel trattamento della malattia di Alzheimer e nel miglioramento della memoria di studenti.